# Ротмунд, Август фон
Август фон Ро́тмунд (нем. August von Rothmund; 1 августа 1830, Фольках — 27 октября 1906, Мюнхен) — немецкий медик, офтальмолог.

## Биография
Август фон Ротмунд — сын хирурга Франца Кристофа фон Ротмунда. В 1847 году Август фон Ротмунд окончил мюнхенскую гимназию и поступил в Мюнхенский университет. В 1853 году защитил докторскую диссертацию и работал в Берлинском университете под началом Альбрехта фон Грефе. Впоследствии работал у Карла Фердинанда фон Арльта в Пражском университете и у Фридриха Егера фон Яксталя в Вене.
Вернувшись в Мюнхен, Ротмунд преподавал офтальмологию в Мюнхенском университете и заведовал хирургической поликлиникой. В 1859 году получил звание экстраординарного, а в 1863 года — ординарного профессора офтальмологии. Занимал должность ректора Мюнхенского университета в 1884—1885 годах. В 1887 году был избран членом Леопольдины. Вышел в отставку в 1900 году.
Имя Августа фон Ротмунда носит впервые описанный им синдром.

## Труды
- Ueber Radical-Operation beweglicher Leistenbrüche. Kaiser, München 1853.
- Beiträge zur künstlichen Pupillenbildung. München 1855.
- Ueber Cataracten in Verbindung mit einer eigenthümlichen Hautdegeneration. Archiv für Ophthalmologie 14 (1868), S. 159—182.
- Ueber den gegenwärtigen Standpunkt der Lehre von den infectiösen Erkrankungen des Auges. München 1881 (Vortrag)
- Mitteilungen aus der Universitäts-Augenklinik zu München. Oldenbourg, München 1882-.
- Casuistischer Beitrag zur Lehre von der sogenannten sympathischen Augenentzündung. Oldenbourg, München 1882.
- Einige Bemerkungen über die Anwendung des Sublimats. M. Rieger, München 1883.
- Ueber die Entwicklung des medizinischen Studiums an den Universitäten Ingolstadt, Landshut und München: Rede an die Studierenden beim Antritte des Rektorates der Ludwig-Maximilians-Universität gehalten am 22. November 1884. München, 1884.